# I due vigili
I due vigili è un film del 1967 diretto dal regista Giuseppe Orlandini.
Uscì nelle sale il 13 dicembre 1967, risultando il film più visto delle feste natalizie con un incasso di 1.080.931.000 lire.

## Trama
Il vigile Francesco Lo Cascio, in coppia con il vigile Ciccio Merendino, è un implacabile cacciatore di multe. Con una buona dose di cinismo riesce a multare monsignori, dive della tv e onesti cittadini. La fortuna vuole che, facendo una contravvenzione al sindaco, inizialmente intenzionato a licenziarlo, riesce ad avere una promozione. Merendino, sbalordito dall'accaduto, cercherà di ottenere anch'egli una promozione, finisce però col far retrocedere entrambi verso mansioni sempre più faticose. I guai continuano tra famiglie dedite all'evasione fiscale e chiamate per rumori molesti notturni. I due si riscatteranno arrestando una banda di rapinatori travestiti da vigili, riottenendo così la tanto amata divisa.

## Produzione
Il film venne prodotto da Angelo Rizzoli per la sua Cineriz nel 1967. Fu girato interamente a Roma.

## Home Video
Il film uscì in VHS per la Domovideo negli anni ottanta e per la Medusa Home Entertainment nel 2001.
In DVD uscì per la prima volta nel 2007 edito da No Shame, nel 2012 per Medusa Home Entertainment e nel 2013 per CG Entertainment.